# Semiothisa fuscata
Semiothisa fuscata är en fjärilsart som beskrevs av Foltin 1942. Semiothisa fuscata ingår i släktet Semiothisa och familjen mätare. Inga underarter finns listade i Catalogue of Life.